# 천태역
천태역(天臺驛)은 조선민주주의인민공화국 황해남도 연안군에 있는 조선민주주의인민공화국 철도성에서 운영하는 배천선의 철도역이다. 과거 토해선에 속해 있을 때에는 심계역(深桂驛)으로 불렸었다.